# 西郊公路
西郊公路位于兴化市境内，东起兴沙公路北郊小学东侧，途径侯家、西邹、王玉、焦家、杨家、荡朱等村，止于西郊镇政府所在地北沙村，全长9公里。西郊公路建于2004年，解决了当地约20000人的出行问题，打通了兴化市西部至高邮的通道，促进了西郊工业集中区的建设，带来了经济的繁荣。